# Boesenbergia baimaii
Boesenbergia baimaii är en enhjärtbladig växtart som beskrevs av Saensouk och Kai Larsen. Boesenbergia baimaii ingår i släktet Boesenbergia och familjen Zingiberaceae.
Artens utbredningsområde är Thailand. Inga underarter finns listade i Catalogue of Life.